# أورانيوس (روماني)

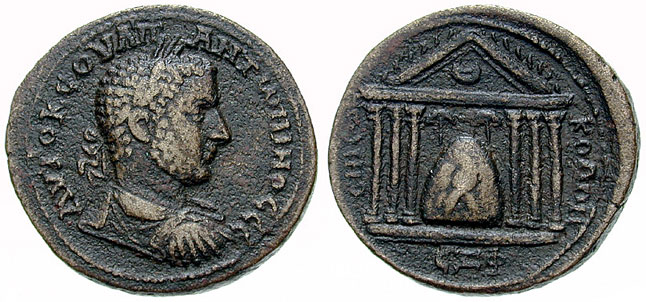
عملة أورانيوس أنطونيوس، عليها نقوش يونانية ويرجع تاريخها إلى الإمبراطورية السلوقية. على الوجه الآخر معبد آل شمسيغرام لإله الشمس الجبل ، مع الحجر المقدس.

أورانيوس هو اسم اثنين من المغتصبين الرومانيين للسلطة [الإنجليزية] المحتملين في القرن الثالث الميلادي.
ذُكر أورانيوس الأول فقط في كتابات زوسيموس، وكان نشطًا لفترة وجيزة خلال الجزء الأخير من حكم ألكسندر سيفيروس. اختاره الجنود الساخطين على طول نهر الدانوب على الرغم من خلفيته المتواضعة. هناك أدلة قليلة تؤكد وجوده.
وكان المغتصب الثاني الأكثر إثباتًا هو لوسيوس يوليوس أوريليوس سولبيسيوس سيفيروس أورانيوس أنطونيوس ، الذي يبدو أنه كان نشطًا في الشام في أوائل القرن الرابع الميلادي، وعلى ما يبدو فقد كان من العرب. وقد عُثر على عملات معدنية سُكت في مدينة حمص تحمل اسمه، وتستدعي الإله المحلي سول إنفيكتوس. وقد ربطه بعض العلماء بكاهن شمسيغرامي نشط في هذه الفترة، والمعروف باسم سامبسيسيراموس.
وليس من الواضح ما إذا كانت العملات التي ضربت في سوريا تنتمي إلى نفس الرجل (أو الرجال) المذكورين في النصوص. إذا كان التاريخ اللاحق صحيحًا، فقد يكون أورانيوس قد ساعد في الدفاع عن الإمبراطورية الرومانية ضد شابور الأول، الملك الساساني لبلاد فارس.
ولكن ما حدث له بعد توليه العرش غير معروف.

## روابط خارجية
"الأباطرة الرومان DIR UraniusUranius/Uranius Antoninus" . نسخة محفوظة 2002-06-06 على موقع واي باك مشين.
- شابور الأول: نقوش صخرية – موسوعة إيرانيكا